# Sonotrella inflata
Sonotrella inflata är en insektsart som beskrevs av Andrej Vasiljevitj Gorochov 2002. Sonotrella inflata ingår i släktet Sonotrella och familjen syrsor. Inga underarter finns listade i Catalogue of Life.